# NGC 5134
NGC 5134 ist eine Balken-Spiralgalaxie mit ausgedehnten Sternentstehungsgebieten vom Hubble-Typ SBb im Sternbild Jungfrau auf der Ekliptik. Sie ist schätzungsweise 73 Millionen Lichtjahre von der Milchstraße entfernt und hat einen Durchmesser von etwa 60.000 Lj. Gemeinsam mit vier anderen Galaxien sie die kleine Galaxiengruppe LGG 345.

Im selben Himmelsareal befindet sich u. a. die Galaxie IC 4237.
Das Objekt wurde am  10. März 1785 von Wilhelm Herschel mit einem 18,7-Zoll-Spiegelteleskop entdeckt, der sie dabei mit „F, S, iF, bM“ beschrieb.